# Ко Чхон Сон
Ко Чхон Сон (кор. 고춘선; род. 2 июня 1952) — северокорейский бегун-марафонец, выступавший на международном уровне в 1975—1983 годах. Обладатель бронзовой медали Азиатских игр, двукратный победитель Кошицкого международного марафона мира, участник двух летних Олимпийских игр.

## Биография
Ко Чхон Сон родился 2 июня 1952 года.
Впервые заявил о себе на марафонской дистанции в сезоне 1975 года, когда с результатом 2:15:48 финишировал вторым на Кошицком международном марафоне мира.
В 1976 году был вторым на домашнем Пхеньянском марафоне (2:12:47). Благодаря череде успешных выступлений удостоился права защищать честь страны на летних Олимпийских играх в Монреале — в программе марафона показал время 2:31:54.8, расположившись в итоговом протоколе соревнований на 52-й строке.
В 1977 году превзошёл всех соперников на Кошицком марафоне (2:15:19.4).
В 1978 году вновь выиграл Кошицкий марафон (2:13:34.5), завоевал бронзовую награду в марафоне на Азиатских играх в Бангкоке (2:16:10.3).
В 1979 году победил на марафоне в Эври (2:13:34).
В 1980 году снова был лучшим на марафоне в Эври, установив личный рекорд — 2:10:52 (на то время — рекорд КНДР). Принимал участие в Олимпийских играх в Москве, где с результатом 2:20:08 занял 27-е место.
В 1981 году финишировал четвёртым на Пекинском марафоне (2:16:25).
В 1983 году показал третий результат на Пхеньянском марафоне (2:17:31).